# Лінгва франка
Лі́нгва фра́нка (італ. lingua franca — мова франків) — це мова, яка є засобом міжетнічного спілкування. Термін, що спочатку використовувався арабами й означав будь-яку мову, похідну від латини, особливо італійську. Араби називали всіх жителів Західної Європи франками. З часом термін набув вищевказаного значення. Інакша назва — подорожня або автомобільна, транспортна мова.
В соціолінгвістиці терміном «лінгва франка» позначають будь-який усний допоміжний засіб міжетнічного спілкування. Ним може бути мова одного з народів регіону (наприклад, «торгові» мови у західній Африці — хауса, бамана), нейтральна мова, що не є рідною для жодного з учасників спілкування (суахілі у Східній Африці), або піджини на базі місцевої чи європейської мови. Розширення сфери вжитку лінгва франка може призвести до перетворення її на койне.
У минулому роль лінгва франка виконували, зокрема, шумерська мова, потім аккадська в Месопотамії, грецька койне у східному Середземномор'ї та елліністичних державах, потім (і деякий час паралельно) латина, що пов'язувала середньовічну Європу аж до сучасності, і, нарешті, сучасна французька в дипломатичних колах або німецька в 19-20 століттях, особливо в економічних сферах Центральної та Східної Європи.
Лінгва франка часто помилково називають креольською мовою. Насправді це була змішана мова, яку вивчали й використовували переважно в комерційних і дипломатичних контактах, але вона не була рідною для спільноти. Як пише професор Вітольд Манчак (пол. Witold Mańczak): "Важливо підкреслити фундаментальну різницю між креольськими мовами та лінгва франка: креольські мови є рідними мовами певного населення, тоді як лінгва франка не є такою.

## Чинники, що сприяють поширенню подорожніх мов
Ці фактори є різноманітними й охоплюють геополітичні, державні, демографічні, економічні та лінгвістичні аспекти, які пояснюють значущість і диференціацію.

### Імперські експансії
Історично склалося так, що основні подорожні мови були поширені великими імперіями, які адміністративно нав'язували панівну мову. Часто ця мова маргіналізує або навіть замінює наявні місцеві мови: грецька та імперія Александра Македонського, латина та Римська імперія, китайська, гінді-урду та арабська. З появою книгодрукування на Заході та подальшим освоєнням Америки французька, іспанська, португальська, англійська, німецька та російська мови набули значного поширення у відповідних імперіях. Ці дев'ять сучасних мов входять до дванадцятки найпоширеніших мов світу. Інші — японська, індонезійська та бенгальська.

### Міжнародні організації
Організація Об'єднаних Націй (ООН) та більшість афілійованих з нею спеціалізованих установ визнають шість робочих мов: англійську, французьку, російську, китайську, іспанську та арабську, у хронологічному порядку визнання. Це робочі мови, визнані Лігою Націй (французька, англійська, іспанська), мови держав-переможниць у 1945 році (російська, китайська) або мови, якими розмовляють у великій кількості держав (арабська).
У макрорегіональних організаціях також домінують кілька мов. Наприклад:
- Африканський Союз, який замінив Організацію Африканської Єдності у 2002 році, визнає шість мов: англійську, французьку, арабську, португальську, іспанську та суахілі.
- Асоціація держав Південно-Східної Азії (АСЕАН) визнає лише англійську. В Індії дві основні мови — англійська та гінді.
- Європейський Союз визнає 24 національні та робочі мови. Три так звані процедурні мови, насамперед англійська, французька та німецька, слугують внутрішніми мовами та робочими документами.

### Сучасна глобалізація та мовне домінування англійської мови
Англійська мова була головним бенефіціаром економічної та культурної глобалізації, поширюваної з 19-го століття Британською імперією, а в 20-му столітті — насамперед гегемоністською силою Сполучених Штатів. Сучасні технології значно посилили її вплив.
Англійська мова домінує у ключових сферах міжнародного спілкування, включаючи економічну (торгівля, фінанси), політичну, військову, культурну, наукову, освітню та медійну сфери.
Англійська мова широко представлена в освітніх системах багатьох країн, де національна мова не є широко розповсюдженою, наприклад, у країнах Балтії. Багато університетських курсів викладаються англійською мовою. Програми вищої освіти в англомовних країнах користуються великим попитом.
Крім того, за словами Роберта Філліпсона, «існує великий попит на англійську мову, пов'язаний з її використанням у рекламі та ЗМІ, що пропагують успіх, силу впливу, споживацтво та гедонізм. Географічна мобільність на роботі, дедалі важливіші міжнародні зв'язки та міжкультурні шлюби посилюють мовний зсув у бік домінуючих мов, зокрема англійської».
Спілкування англійською мовою є асиметричним, між тими, для кого вона є рідною (6 % населення світу), і тими, для кого вона є іноземною або другою мовою.

### Державна та освітня політика
Двісті держав визнають 141 офіційну мову з національним характером, близько двадцяти п'яти з яких мають понад п'ятдесят мільйонів носіїв. У більшості випадків кожна держава надає перевагу одній мові. Деякі штати підтримують єдину національну мову, яка є частково сконструйованою і спрощеною, як, наприклад, індонезійська або мандаринський діалект китайської мови. Держава може надати рівний статус кільком мовам, як у Бельгії чи Швейцарії.
Мови національних меншин можуть мати відносно визнаний статус (як у Південній Африці чи Канаді) або не мати його (Туреччина). У багатьох державах мови меншин не визнаються, і вони часто мають тенденцію до скорочення або навіть зникнення.
Статус мов впливає на їхню передачу через освіту. Початкова та середня освіта часто включає викладання регіональної мови, національної мови та багатонаціональної мови, як у країнах Африки на південь від Сахари.

### Демографія
Демографічна вага мов є вирішальним фактором, на який впливають імперські експансії та державна політика. Значно швидший приріст населення в країнах, що розвиваються, починаючи з 1950 року, через високий і запізнілий демографічний перехід, є важливим динамічним фактором. Кількість носіїв певних мов значно зросла за останнє століття: Іспанської та португальської в Латинській Америці, китайської, хінді-урду та індонезійської в Азії, арабської в Північній Африці та Західній Азії, а також англійської, французької, суахілі, хауса тощо в Африці на південь від Сахари.

### Урбанізація та сучасна економічна діяльність
З 2008 року частка міського населення у світі перевищила 50 % і, за прогнозами, досягне двох третин до 2050 року. Міська мобільність супроводжується поширенням регіональних, національних та міжнародних автомобільних мов. Володіння подорожніми мовами сприяє економічній та соціальній інтеграції.

### Рівень поширеності мов транспортних засобів
Враховуючи вищезазначені фактори, невелика кількість мов має високий коефіцієнт автомобілізації, що перевищує 1, тобто відношення кількості носіїв другої мови до кількості носіїв першої мови. Наприклад, французька та англійська мови мають коефіцієнт моторності більше, так само як і деякі африканські мови, такі як суахілі та індонезійська.

## Приклади подорожніх мов

### Французька

Країни, де французька мова є офіційною, вторинною або мовою меншини.

Французька була мовою спілкування європейської аристократії з 17 століття до кінця 19 століття (наприклад, діти великих князівських родин Європи виховувалися французькою, а російські аристократи часто листувалися між собою французькою). Вона досі використовується в багатьох франкомовних країнах Африки та Індійського океану.
Крім того, французька була мовою дипломатії в Європі від Вестфальських договорів 1648 року, де вона замінила латину, до співдомінування з англійською мовою у Версальському договорі (1919). Як наслідок, французька досі є однією з робочих мов міжнародних інституцій (таких як Міжнародний олімпійський комітет, Парламентська асамблея НАТО, Всесвітня організація охорони здоров'я, Організація Об'єднаних Націй, Міжнародна організація праці, Всесвітній поштовий союз, Міжнародна федерація фехтування, Європейське патентне відомство, Відомство інтелектуальної власності Європейського Союзу) і де-факто використовується як робоча мова в Європейському Союзі, поряд з німецькою та англійською мовами.
Французька також була мовою, яку використовували в космополітичних освічених містах північної половини Африки, таких як Каїр (Єгипет), з початку століття до Другої світової війни. Французька все ще є подорожньою мовою в багатьох країнах Західної та Центральної Африки (де вона часто має статус офіційної мови), що є наслідком колоніальної епохи Франції та Бельгії. Ці африканські країни, разом з кількома іншими країнами світу, є членами Франкофонії.

### Малайська

Зона малайської мови.

Малайська мова — це лінгва франка, якою розмовляли в портах Індонезійського архіпелагу та на Малайському півострові щонайменше з 15 століття, в період впливу Малаккського султанату на Малайський півострів. Ймовірно, що Антоніо Пігафетта (1491—1534), моряк і хроніст Магеллана, уклав перший словник цієї мови. Малайська мова, що походить з Суматри, можливо, була мовою торгівлі між Суматрою та Явою за часів могутнього міста-держави Шрівіджая (нині місто Палембанг на півдні Суматри), оскільки малайські написи, датовані 7 століттям н. е., були знайдені в Центральній Яві. Голландські колонізатори використовували малайську мову для спілкування з місцевими жителями. Націоналістична молодь, зібравшись на конгрес у 1928 році, офіційно назвала малайську «індонезійською» та національною мовою майбутньої Республіки Індонезія, прийнявши латинський алфавіт вже у 1928 році. Подальші зміни в лексиці диференціювали ці дві мови.
Малайська також є національною мовою Брунею та Малайзії, а також однією з офіційних мов Республіки Сінгапур (хоча вона набагато менш поширена там, ніж путунхуа та англійська).

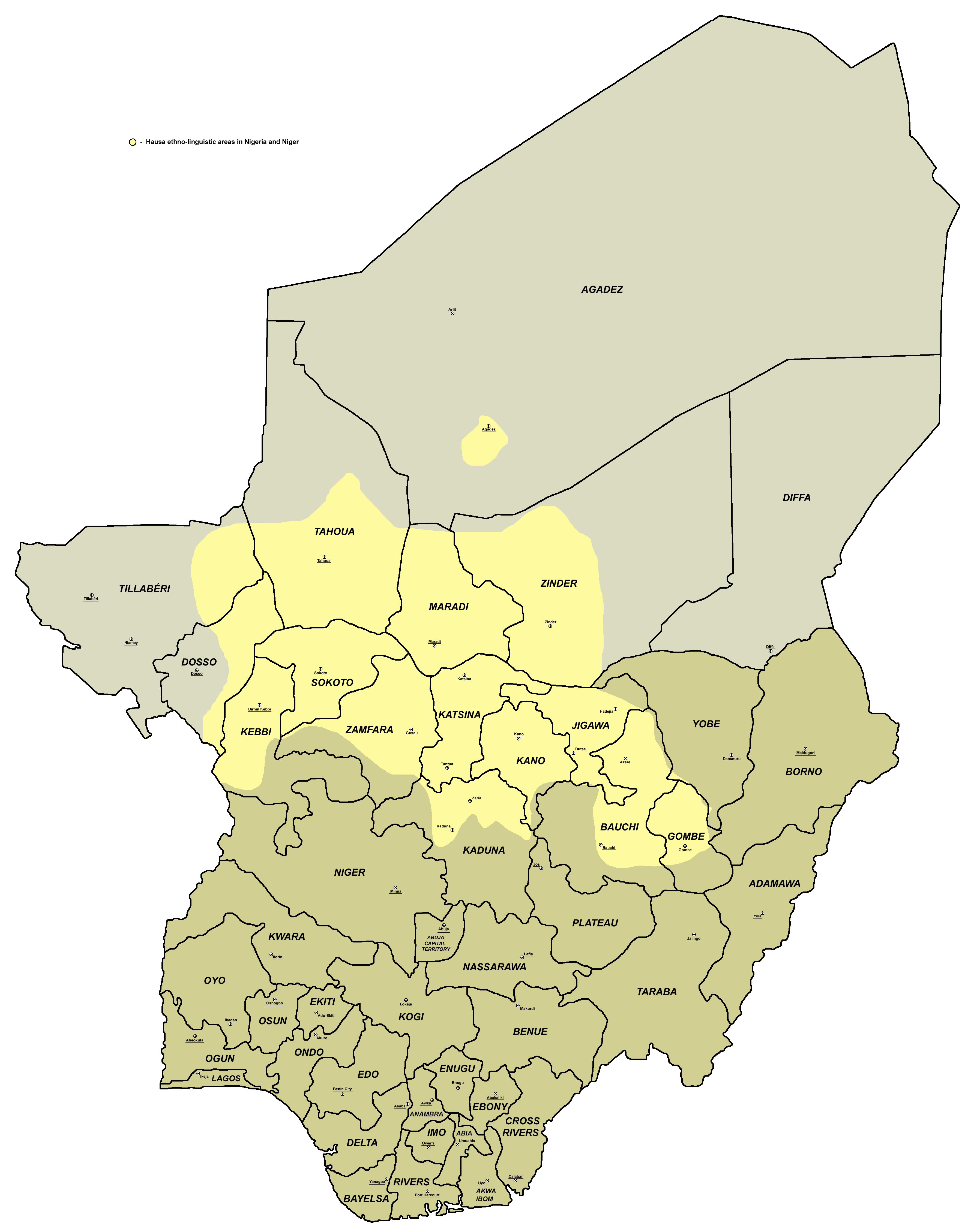
Розподіл носіїв мови хауса в Нігерії та Нігері.

### Хаусса
Хауса — одна з основних мов Західної Африки, яка використовується як подорожня. Нею розмовляють близько 50 мільйонів людей, переважно в Нігерії (20 мільйонів носіїв) та Нігері (5 мільйонів), а також у Гані, Камеруні, Чаді та Судані. Також нею розмовляють у багатьох великих комерційних містах.
Хауса є офіційною мовою в Нігерії та національною мовою в Нігері.

### Суахілі
Суахілі — це народна мова банту, яка виникла на півдні Кенії і пізніше змішалася з іншими африканськими мовами та арабською. Сьогодні вона відіграє важливу роль як лінгва франка у всій Східній Африці. Префікс «кі-» означає «мова», а «суахілі» стосується узбережжя: отже, суахілі — це «мова узбережжя».

### Інші приклади
- Англійська мова використовується як мова спілкування в різних регіонах світу та в різних ключових сферах, таких як науковий світ, бізнес-середовище, туристична галузь і т. д.
- Есперанто відрізняється тим, що воно є мовою спілкування, але не є рідною мовою, із регулярною кількістю носіїв, яка становила два мільйони у 1999 році.

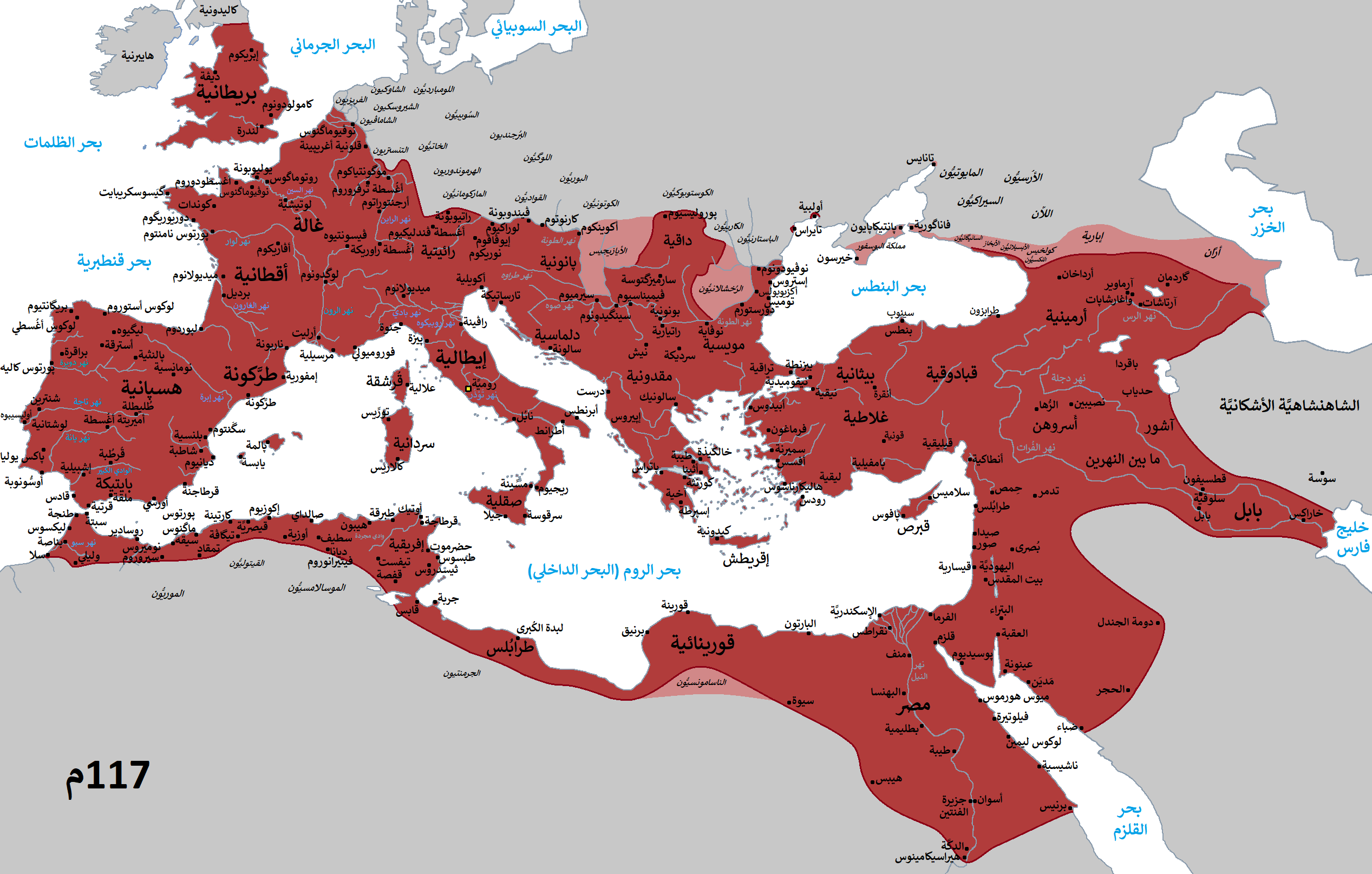
Географічна територія, яку охоплювала Римська імперія в розпал своєї експансії.

### Європа
- Французькою мовою розмовляли моряки та раби в Середземномор'ї з 15 по 19 століття.
- Османська мова була мовою Османської імперії і слугувала лінгва франка на її території.
- З 1200 до 1600 року нижньонімецька (любекська) була лінгва франка в ганзейських портах і навіть була мовою портів у Північному та Балтійському морях.
- Вульгарна латина в античні часи слугувала лінгва франка серед населення західної половини Римської імперії, конкуруючи з κοινή (koine, що означає «загальний») грецькою мовою у східній частині. Латинська мова продовжувала відігравати цю роль, особливо в писемності, але не виключно, протягом століть у Європі — тим більше, що вона служила літургійною мовою християнства до Другого Ватиканського собору — у сферах ідей, мистецтва, науки і літератури. Її витіснили народні мови, зокрема французька, яка була офіційною мовою європейських судів понад три століття (з 17-го до початку 20-го століття), англійська, а також іспанська і, меншою мірою, французька, які зараз виконують аналогічну роль. Латинська та давньогрецька мови сприяють утворенню неологізмів, особливо в міжнародній науковій лексиці. Латинська мова, як неолатинська, все ще слугує лінгва франка таксономії.

### Близький Схід
- Перська мова відіграє точно таку ж роль в іранському світі.
- Арабська, як літургійна мова, також відіграє таку роль в арабському світі.

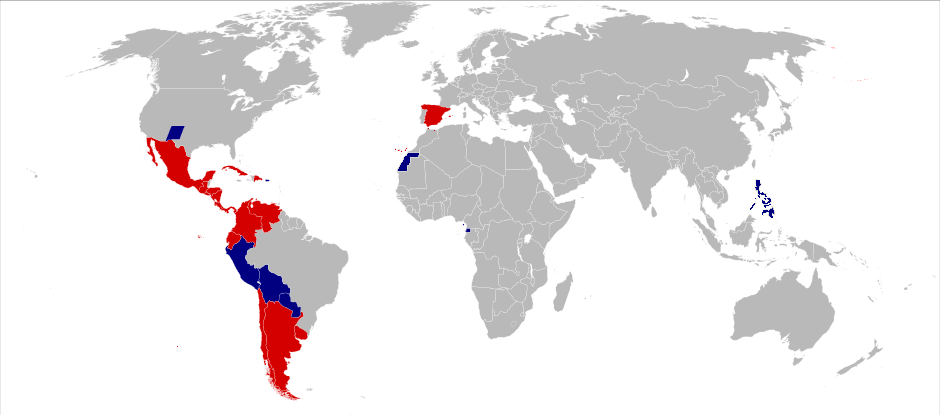
Країни, де іспанська є офіційною мовою.

### Північна та Південна Америка
- Іспанська, у багатьох країнах Латинської Америки, а також на південному заході США та у Флориді.
- Кечуа, яка вже використовувалася в імперії інків до приходу іспанських конкістадорів як мова імперської адміністрації, була прийнята католицькою церквою як засіб євангелізації в Андах, що парадоксальним чином призвело до того, що ця мова корінних жителів стала більш поширеною, ніж до європейської колонізації.

### Африка
- Міна — це лінгва франка Ломе (столиці Того), міста торговців, де сходиться багато етнічних груп, що розмовляють різними мовами. В результаті виникла потреба у спільній мові.
- Бамбара є однією з основних мов у Малі і навіть у Західній Африці (Кот-д'Івуар, Буркіна-Фасо, Гвінея, Гамбія, Сенегал), якщо розглядати її як один з діалектів мови мандінг, які є взаємозрозумілими (наприклад, діула і мандінка).

Поширення мандаринського (світло-коричневого). Іноді з ним асоціюють Jin (темно-коричневий).

- Волоф є лінгва франка в Сенегалі.

### Азія
- В Індії таку роль колись відігравав санскрит, літургійна мова, яка зараз замінена на гінді, національну мову.
- Путунхуа є лінгва франка та офіційною мовою в Китаї, Тайвані (тайванська путунхуа), а також, поряд з англійською, в Сінгапурі (сінгапурська путунхуа). Вона також стає лінгва франка в «китайських кварталах», замінюючи кантонську мову, яка раніше там домінувала.
- Арамейська, також відома як «сирійська» або «суратська», донині служить літургійною мовою в деяких християнських громадах (наприклад, на Малабарі, Індія); вона дозволяла розрізненим християнським громадам спілкуватися між собою в минулому.
- Російською мовою розмовляють у більшості колишніх республік Радянського Союзу.